# Stomorhina chrysippe
Stomorhina chrysippe är en tvåvingeart som först beskrevs av Walker 1849.  Stomorhina chrysippe ingår i släktet Stomorhina och familjen spyflugor. Inga underarter finns listade i Catalogue of Life.